# جائزة البحرين الكبرى 2005
جائزة البحرين الكبرى 2005 هو سباق الفورميلا واحد للسيارات لموسم 2005 الذي أقيم في 3 أبريل 2005 في حلبة البحرين الدولية في الصخير جنوب البحرين. السباق الذي يتكون من 57 لفة هو ضمن الجولة الثالثة من موسم فورميلا واحد 2005 والثاني على التوالي في سباق جائزة البحرين الكبرى منذ تأسيسها في العام السابق.
فاز في السباق الاسباني فرناندو ألونسو من فريق رينو فيما أنهى يارنو ترولي السباق في المركز الثاني في سيارة تويوتا وأكمل كيمي رايكونن منصة التتويج في المركز الثالث لفريق ماكلارين.

## التقرير

### الخلفية
كان سباق الفورميلا واحد هو الثاني الذي يعقد في منطقة الشرق الأوسط على الرغم من تحديات ارتفاع درجات الحرارة والأجواء المتربة وأقيم السباق في اليوم التالي لوفاة البابا يوحنا بولس الثاني حيث أبدت العديد من الفرق والسائقين احترامهم أبرزهم فيراري الذي تسابق بمخاريط أنف سوداء كدليل على الاحترام. تم إلغاء الاحتفالات على المنصة أيضا.
تم تعديل الدائرة قليلا عن عام 2004 بوضع 4 منحنيات تتسع للخروج.
قبل السباق أصيب سائق ماكلارين الكولومبي خوان بابلو مونتويا في ذراعه. أدى ذلك إلى استبداله ببيدرو دو لا روزا في هذا السباق وألكسندر فورتس في سباق سان مارينو التالي قبل عودته في سباق الجائزة الكبرى الاسباني.

### التصفيات
شهدت التصفيات التي أقيمت في يوم السبت بعض المفاجئات حيث لا زالت الدائرة تحتوي على الرمال إلى حد ما مما جعل السيطرة على قيادة السيارات ضعيفا في حين أن السائقين قدموا أداء جيد حيث تصدر الاسباني فرناندو الونسو التصفيات حيث حقق زمن قدره 1:29.848.
التصفيات النهائية صباح يوم الأحد مرت دون وقوع حوادث كبرى حيث كان فرناندو ألونسو أول المنطلقين ومايكل شوماخر ثانيا بسيارته الجديدة إف 2005. روبنز باركيلو بعد أن واجه مشاكل في علبة التروس يومي الجمعة والسبت انطلق من المركز الخامس عشر بعد تبديل محرك سيارته مما أسفر عن بدئه السباق من الجزء الخلفي للشبكة.

### السباق
شهد وقت إقامة السباق درجة حرارة عالية حيث بلغت 40 درجة مئوية ثم ارتفعت إلى 56 درجة مئوية. وهو يعيد نفس ظروف إقامة سباق الجائزة الكبرى لعام 1955 الأرجنتيني وسباق الجائزة الكبرى دالاس عام 1984. فشل كريستيان كلين في الابتعاد عن المركز السابع على الشبكة. انحرفت سيارته إلى حفرة ولم يستطع تشغيلها مرة أخرى ليصبح أول ساق من بين ثمانية ساقين ينسحب من السباق.
متصدرو السباق بدوا بداية نظيفة حيث احتل ألونسو المركز الأول. احتل شوماخر المركز الثاني متفوقا على يارنو ترولي الذي حاول تخطي شوماخر مرتين في أول زاويتين ولكن دون جدوى. بدأ باريكيلو بداية قوية حيث احتل المركز العاشر بحلول نهاية اللفة الأولى.
بدأ محرك جانكارلو فيزيكيلا في التدخين خلال اللفة الثانية ثم انسحب إلى الحظيرة. لكن عاد مسرعا إلى السباق ولكن عودته لم تدم طويلا حيث اضطر للعودة إلى الحظيرة حيث قرر الفريق انسحابه بعد انهاء اللفة الرابعة. في اللفة الثالثة تعرضت سيارة نارين كارثيكيان لفشل كهربائي بدت مشابهة لسيارة كريستيان كلاين.
واصل شوماخر متابعة ألونسو عن كثب حتى اللفة 12 عندما تجاوزه بطل العالم عند اللفة التاسعة بإجراه إعادة بزاوية 270. في نهاية اللفة انحرفت سيارة شوماخر إلى حفرة مما جعله ينسحب من السباق. وهو الانسحاب الأول لشوماخر منذ انسحابه في سلاق الجائزة الكبرى الألماني عام 2001. تبين لاحقا أن هيدروليكية السيارة انهارت وهذا يعني أنه لا يمكن استخدام محرك كبح الزوايا. احتل ترولي الآن المركز الثاني بفارق 2.7 ثانية خلف ألونسو بينما حل مارك ويبر في المركز الثالث.
في اللفة 18 تقدم رالف شوماخر إلى المركز الرابع قدم أول حفرة توقف مجدول من بين المرشحين البارزين، وعاد للحلبة في المركز الثاني عشر. حافظ ألونسو وترولي وويبر في مراكزهم الثلاثة وبنفس نمط التوقف ثلاث مرات. بعد التوقف احتفظ ألونسو بالصدارة يليه ترولي ثم ويبر ثم كيمي رايكونن ثم رالف ثم باريكيلو.
انسحب نيك هيدفيلد بانفجار محرك سيارته في اللفة الخامسة والعشرين على الرغم من أن الأمر استغرق منه نحو نصف لفة للانسحاب. جاء بعده بفترة وجيزة تاكوما ساتو عندما ظهر الدخان من جبهة الفرامل لفترة من الوقت ثم انسحب في اللفة السابعة والعشرين. تعرضت فرامل زميله جنسن باتون أيضا إلى المزيد من الغبار على غير المعتاد محاولا ابعاد بيدرو دو لا روزا عن احتلال مركزه السابق. أدى دي لا روزا بداية سباقه الأول لفريق ماكلارين معوضا المصاب خوان بابلو مونتويا. تمكن دو لا روزا أخيرا من تخطي بوتون في اللفة الثالثة والثلاثين.
في اللفة التالية فقد ويبر السيطرة على سيارته ليتراجع من المركز الثامن إلى المركز التاسع مما سمح لرايكونن ورالف شوماخر بنخطيه ومما زاد الطين بلة انقلاب دوران ميزان إطارات سيارة ويبر وانشقاق إطاراته.
في اللفات القليلة المقبلة قبل التوقف في الحفرة الثانية كانت أقرب معركة فيما بين باريكيللو في المركز السادس ودو لا روزا في المركز السابع. فشل دي لا روزا في تشكيل ضغط على سائق فريق فيراري وابتعد عنه كثيرا مما جعل مطارده بوتون يقترب منه كثيرا. في نهاية المطاف على الرغم من أنه كان قادرا على احتلال المركز السادس في المنعطف الأخير.
وسع ألونسو الفارق بينه وبين مطارده بسبب عدة لفات سريعة عند اللفة الحادية والأربعين. السائقين الآخرين لم يقع لهم أي حادث باستثناء بوتون الذي تعثر بسيارته بار هوندا. بعد عدة محاولات لإعادة تشغيل المحرك استطاع تشغيل السيارة ولكنه قرر الانسحاب في اللفة الأخيرة بسبب فشل القابض مما يجعل هذا السباق الثاني على التوالي الذي ينسحب منه سائقي فريق بار هوندا. بعد الجولة الثانية من حفرة التوقف مازال ألونسو متصدر السباق يليه ترولي ثم رايكونن ثم رالف شوماخر ثم ويبر ثم دي لا روزا ثم باريكيلو ثم البرازيلي فيليبي ماسا.
في المراحل الاخيرة كانت المعركة الرئيسية بين ويبر ودي لا روزا على المركز الخامس. ويبر دافع بقوة ولكن دو لا روزا تغلب عليه في نهاية المطاف قبل لفتين من نهاية السباق. جاك فيلنوف انسحب من المركز التاسع إلى الحظيرة في اللفة قبل الأخيرة في حين تراجع باريكيلو أكثر وأكثر إلى الوراء مما سمح لماسا باحتلال المركز السابع وتسجيل نقاط في سباق الجائزة الكبرى المائتين في مسيرته الرياضية بينما احتل ديفيد كولتهارد المركز الثامن في اللفة الأخيرة مما جعل فيراري لا تحصل على أي نقاط للمرة الأولى منذ سباق الجائزة الكبرى البرازيلي في عام 2003.
فاز ألونسو بالسباق بفارق مريح بلغ 13.4 ثانية عن ترولي مانحا فريق رينو فوزه المائزة في سباقات الجائزة الكبرى.

## التصنيف

### التصفيات
| المركز | الرقم | السائق            | الصانع              | التوقيت  |
| ------ | ----- | ----------------- | ------------------- | -------- |
| 1      | 5     | فرناندو ألونسو    | رينو                | 3:01.902 |
| 2      | 1     | مايكل شوماخر      | فيراري              | 3:02.357 |
| 3      | 16    | يارنو ترولي       | تويوتا              | 3:02.660 |
| 4      | 8     | نيك هيدفيلد       | ويليامز-بي إم دبليو | 3:03.217 |
| 5      | 7     | مارك ويبر         | ويليامز-بي إم دبليو | 3:03.262 |
| 6      | 17    | رالف شوماخر       | تويوتا              | 3:03.271 |
| 7      | 15    | كريستيان كلين     | ريد بول-كوسوورث     | 3:03.369 |
| 8      | 10    | بيدرو دو لا روزا  | ماكلارين-ميرسيديس   | 3:03.373 |
| 9      | 9     | كيمي رايكونن      | ماكلارين-ميرسيديس   | 3:03.524 |
| 10     | 6     | جانكارلو فيزيكيلا | رينو                | 3:03.765 |
| 11     | 3     | جنسن باتون        | بار هوندا           | 3:04.348 |
| 12     | 12    | فيليبي ماسا       | ساوبر-بيتروناس      | 3:05.202 |
| 13     | 4     | تاكوما ساتو       | بار هوندا           | 3:05.563 |
| 14     | 14    | ديفيد كولتهارد    | ريد بول-كوسوورث     | 3:05.844 |
| 15     | 2     | روبنز باركيلو     | فيراري              | 3:07.983 |
| 16     | 11    | جاك فيلنوف        | ساوبر-بيتروناس      | 3:07.983 |
| 17     | 18    | تياغو مونتيرو     | جوردان-تويوتا       | 3:09.428 |
| 18     | 19    | ناراين كارثيكيان  | جوردان-تويوتا       | 3:10.143 |
| 19     | 21    | كريستيان ألبيرس   | ميناردي كوسوورث     | 3:10.422 |
| 20     | 20    | باتريك فريساتشر   | ميناردي كوسوورث     | 3:11.261 |

### السباق
| المركز  | الرقم | السائق            | الصانع              | اللفات | الوقت/الفارق | الشبكة | النقاط |
| ------- | ----- | ----------------- | ------------------- | ------ | ------------ | ------ | ------ |
| 1       | 5     | فرناندو ألونسو    | رينو                | 57     | 1:29:18.531  | 1      | 10     |
| 2       | 16    | يارنو ترولي       | تويوتا              | 57     | +13.409      | 3      | 8      |
| 3       | 9     | كيمي رايكونن      | ماكلارين-ميرسيديس   | 57     | +32.063      | 9      | 6      |
| 4       | 17    | رالف شوماخر       | تويوتا              | 57     | +53.272      | 6      | 5      |
| 5       | 10    | بيدرو دو لا روزا  | ماكلارين-ميرسيديس   | 57     | +1:04.988    | 8      | 4      |
| 6       | 7     | مارك ويبر         | ويليامز-بي إم دبليو | 57     | +1:14.701    | 5      | 3      |
| 7       | 12    | فيليبي ماسا       | ساوبر-بيتروناس      | 56     | +1 لفة       | 12     | 2      |
| 8       | 14    | ديفيد كولتهارد    | ريد بول-كوسوورث     | 56     | +1 لفة       | 14     | 1      |
| 9       | 2     | روبنز باركيلو     | فيراري              | 56     | +1 لفة       | 20     |        |
| 10      | 18    | تياغو مونتيرو     | جوردان-تويوتا       | 55     | +2 لفة       | 16     |        |
| 11      | 11    | جاك فيلنوف        | ساوبر-بيتروناس      | 54     | تعليق        | 15     |        |
| 12      | 20    | باتريك فريساتشر   | ميناردي كوسوورث     | 54     | +3 لفة       | 19     |        |
| 13      | 21    | كريستيان ألبيرس   | ميناردي كوسوورث     | 53     | +4 لفة       | 18     |        |
| انسحب   | 3     | جنسن باتون        | بار هوندا           | 46     | القابض       | 11     |        |
| انسحب   | 4     | تاكوما ساتو       | بار هوندا           | 27     | الكوابح      | 13     |        |
| انسحب   | 8     | نيك هيدفيلد       | ويليامز-بي إم دبليو | 25     | المحرك       | 4      |        |
| انسحب   | 1     | مايكل شوماخر      | فيراري              | 12     | هيدروليك     | 2      |        |
| انسحب   | 6     | جانكارلو فيزيكيلا | رينو                | 4      | المحرك       | 10     |        |
| انسحب   | 19    | ناراين كارثيكيان  | جوردان-تويوتا       | 2      | كهربائي      | 17     |        |
| لم يبدأ | 15    | كريستيان كلين     | ريد بول-كوسوورث     | 0      | كهربائي      | 7      |        |

## الترتيب بعد السباق
| المركز | السائق            | النقاط |
| ------ | ----------------- | ------ |
| 1      | فرناندو ألونسو    | 26     |
| 2      | يارنو ترولي       | 16     |
| 3      | جانكارلو فيزيكيلا | 10     |
| 4      | ديفيد كولتهارد    | 9      |
| 5      | رالف شوماخر       | 9      |

| المركز | الصانع              | النقاط |
| ------ | ------------------- | ------ |
| 1      | رينو                | 36     |
| 2      | تويوتا              | 25     |
| 3      | ماكلارين-ميرسيديس   | 19     |
| 4      | ويليامز-بي إم دبليو | 13     |
| 5      | ريد بول-كوسوورث     | 12     |

- ملاحظة: الترتيب يضم الخمس الأوائل فقط.